# Herb Score
Herb Score, né le 7 juin 1933 dans le Queens à New York et mort le 11 novembre 2008 à Rocky River dans l'Ohio, est un joueur américain de baseball qui évolua en Ligue majeure de baseball principalement avec les Indians de Cleveland.

## Carrière

### Joueur
Drafté en 1952, Herb Score débute en ligue majeure le 15 avril 1955 et est désigné meilleure recrue de l'année 1955. Il honore également deux sélections au match des étoiles en 1955 et 1956. Après ces débuts en fanfare, Cleveland une offre de plus d'un million de dollars des Red Sox de Boston.
Dès le 7 mai 1957, il est victime d'une blessure au cours d'une partie : il reçoit la balle en plein visage, lui cassant le nez et plusieurs os le face. L'un de ses yeux est également touché. Les haut-parleurs du stade de Cleveland lancent un appel au public qui resta fameux : « If there is a doctor in the stands, will he please report to the playing field. » (si un docteur se trouve dans les tribunes, qu'il veuille bien venir sur le terrain). Il ne retrouvera jamais son niveau initial et sa place promise au Temple de la renommée du baseball s'envole. En 1981, Lawrence Ritter et Donald Honig l'incluent pourtant dans leur ouvrage The 100 Greatest Baseball Players of All Time. Il est membre du Indians' Hall of Fame depuis 2006.

### Commentateur
Après sa carrière de joueur, Herb Score devient commentateur de match pour les rencontres Indians de Cleveland. Il assure les commentaires à la télévision de 1964 à 1967 puis à la radio de 1968 à 1997.